# Khí cụ bay
Bài này là để phân loại các loại khí cụ bay. Xem thêm máy bay.

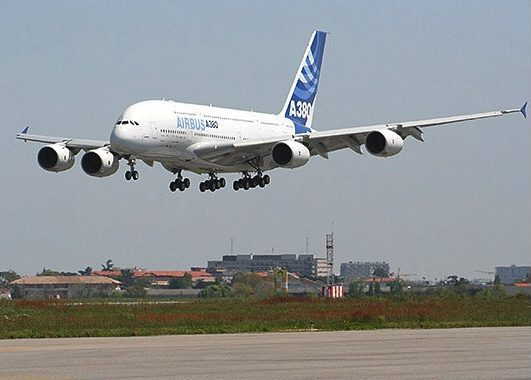
Máy bay Airbus A380 hiện là máy bay chở khách lớn nhất thế giới.

Khí cụ bay là bất cứ cỗ máy hay phương tiện nhân tạo nào có thể tự duy trì quỹ đạo bay được trong khí quyển hoặc trong vũ trụ. Chúng được sử dụng trong nhiều lĩnh vực, cả quân sự lẫn dân sự, cũng như nghiên cứu khoa học. Có nhiều vật thể nhân tạo có thể "bay" nhưng khí cụ bay phải là vật thể có thể "tự duy trì" khả năng bay: ví dụ một đầu đạn bắn ra từ nòng súng cũng đang bay nhưng nó chỉ bay theo quán tính chứ không có khả năng duy trì bay nên không được liệt vào khí cụ bay. Người ta phân loại khí cụ bay chủ yếu theo các tiêu chuẩn phân loại sau: bản chất lực nâng duy trì sự bay, cơ cấu duy trì lực nâng, có động cơ hay không động cơ, bản chất động cơ. Và có thể phân loại các khí cụ bay như sau:

## Phân loại "khí cụ bay"
Khí cụ bay phân làm hai loại chính nhẹ hơn không khí và nặng hơn không khí:

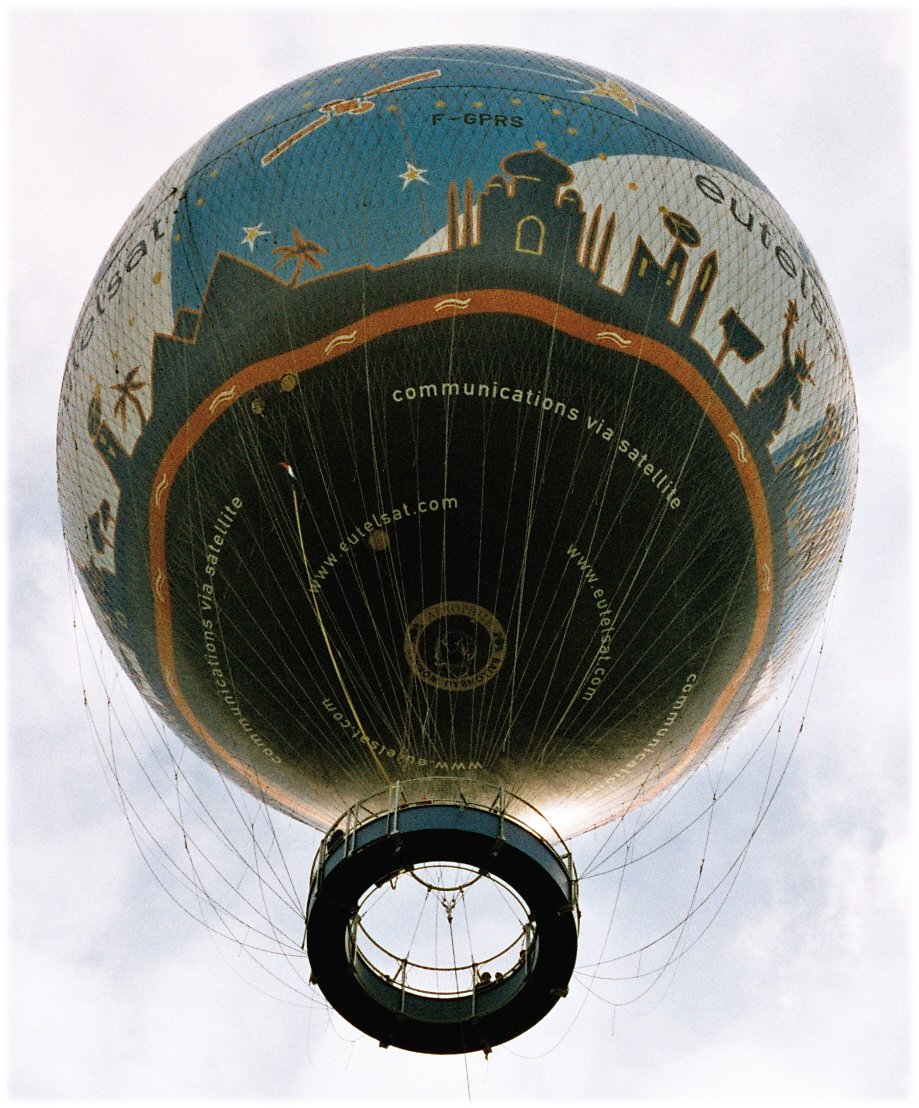
Một khí cầu khí nóng kết hợp khí cầu mặt trời đang đưa người du lịch

1. Nhẹ hơn không khí: Sự bay lên được nhờ lực đẩy Archimedes vì trọng lượng riêng của khí cụ bay nhẹ hơn không khí. Có thể tổng kết đây là các loại khí cầu (tiếng Anh: Aerostat). Khí cầu có thể là loại khí cầu kín hoặc khí cầu hở. Loại khí cầu kín là một quả cầu đóng kín chứa khí nhẹ (như Heli hoặc Hydro) khi muốn nâng hạ độ cao thì tăng thêm hoặc xả bớt khí nhẹ. Loại áp đảo về số lượng là loại khí cầu hở: thường là một quả cầu hở bên dưới dùng không khí bình thường nhưng bị gia nhiệt để nhẹ hơn không khí bên ngoài khí cầu, loại này khi muốn tăng giảm độ cao thì gia giảm sự đốt nóng không khí. Nếu xét về khía cạnh động lực chuyển động ngang thì khí cầu phân làm hai loại: 
  1. Khí cầu máy còn gọi là khí cầu lái hoặc khí cầu có điều khiển là loại có động cơ tạo lực đẩy ngang (thường là cánh quạt) để chuyển động ngang (tiếng Anh: airship).
  2. Khí cầu thường hay khí cầu không có điều khiển: Không có động cơ: di chuyển ngang theo các dòng gió. (Tiếng Anh: Aerostat)
2. Nặng hơn không khí: các khí cụ bay nặng hơn không khí phải có phương tiện tạo ra lực nâng thắng trọng lực thì mới bay được. Dựa vào bản chất của lực nâng, loại nặng hơn không khí có thể chia là hai loại chính: 
  1. Lực nâng khí động học: (gọi theo tiếng Anh là: Aerodyne). Loại này bay được nhờ lực nâng khí động học hay còn gọi là loại có cánh nâng. Là các loại khí cụ bay có cánh nâng để tạo lực nâng khí động học: Lực nâng khí động học có được khi có sự chuyển động tương đối giữa cánh nâng và không khí, khi đó tại mặt trên và mặt dưới của cánh nâng có sự chênh lệch áp suất tạo lực nâng khí động học. Đó là nguyên tắc lực nâng của tất cả các loại máy bay (cánh nâng cố định), máy bay trực thăng (cánh nâng là cánh quạt ngang), tàu lượn (cánh nâng là cánh tàu lượn), diều... Trong loại này theo cơ chế cánh nâng và động cơ lại có thể phân ra ba loại như sau:
    1. Loại không động cơ: đó là các loại tàu lượn, diều, muốn bay được phải có thiết bị phóng, hoặc có lực kéo ban đầu từ bên ngoài. Sau đó khi đã có vận tốc để tạo lực nâng thì di chuyển ngang bằng cách lựa chọn các luồng không khí chuyển động ngang.
    2. Loại có động cơ và cánh nâng cố định: (máy bay) Trong loại máy bay này có thể phân làm hai loại:
      1. Cánh nâng cố định hoàn toàn: là loại có cánh nâng gắn cố định không cử động được. Lực nâng chỉ có khi có chuyển động ngang tương đối (do động cơ) của máy bay với không khí. Loại này không bay đứng được. Đây là loại máy bay thông thường. (Tiếng Anh: fixed-wing aircraft hoặc airplane)

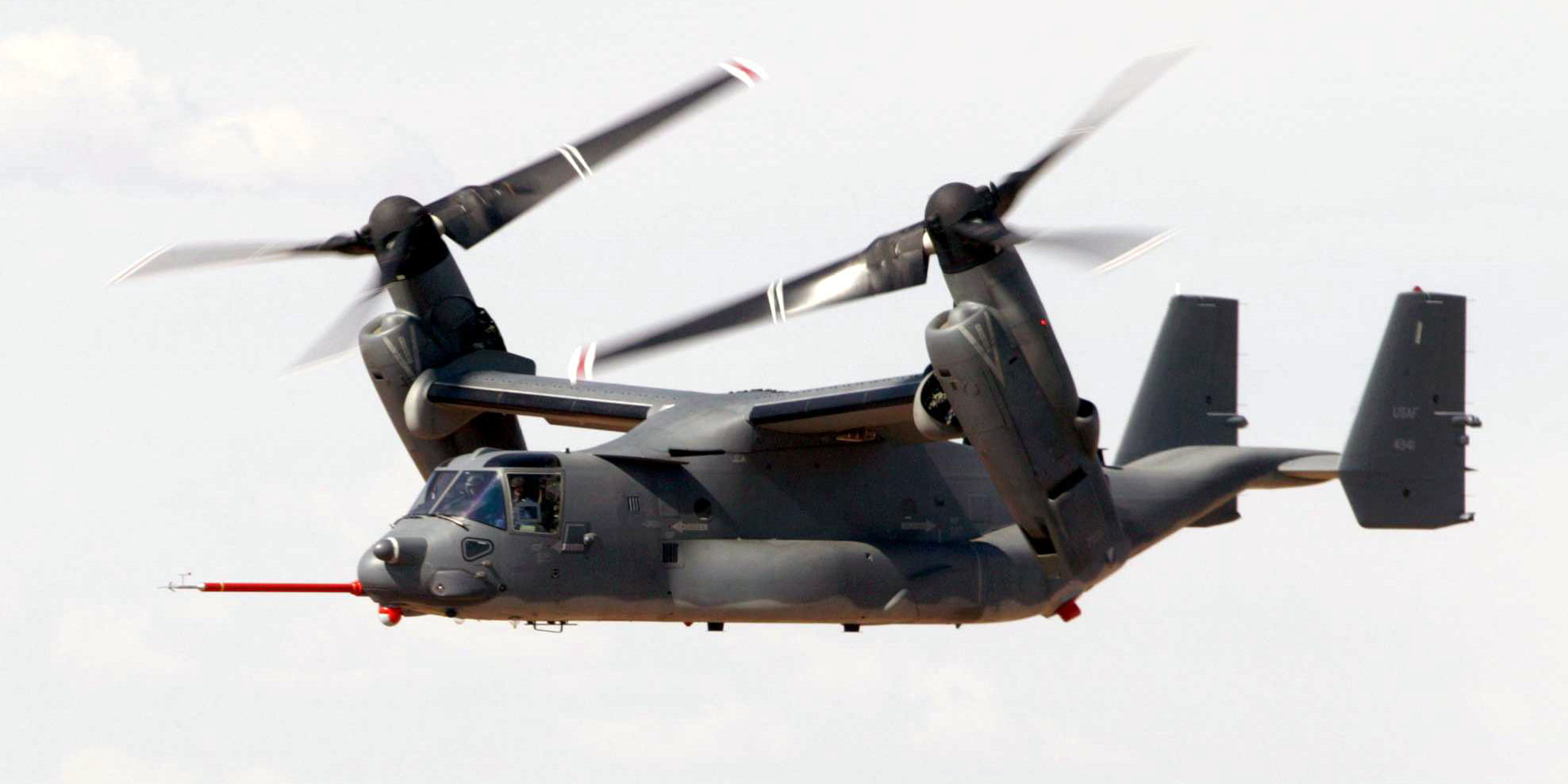
Khí cụ bay Tiltrotor

      2. Cánh nâng có thể quay một góc: hay còn gọi là trực thăng - máy bay. Đây là một loại máy bay cánh quạt cất cánh thẳng đứng: Động cơ cánh quạt gắn cứng vào cánh máy bay như máy bay thường để tạo lực đẩy ngang. Khí cụ bay Tiltrotor Nhưng cánh không cố định hoàn toàn: khi cất cánh và hạ cánh nó có thể quay đi một góc 90 độ sao cho hướng khí thổi của cánh quạt hướng xuống phía dưới làm máy bay cất cánh (hạ cánh) thẳng đứng. Khi đã lên được độ cao thì cánh lại quay lại vị trí bình thường thì động cơ lại thổi theo phương ngang máy bay lại hoạt động như một máy bay cánh cố định bình thường. Loại này là kết hợp trung gian giữa máy bay và trực thăng. Loại này ngày nay có ứng dụng rất ít (Tiếng Anh: tiltrotor aircraft). 

    3. Có động cơ, cánh nâng là cánh quạt quay: cánh nâng là cánh quạt mặt phẳng ngang quay xung quanh trục tạo chuyển động tương đối với không khí và tạo lực nâng. Trong loại này lại phân làm hai loại: 
      1. Trực thăng, còn gọi là máy bay lên thẳng: là loại cánh nâng được lai bằng động cơ. Đây là các loại máy bay trực thăng thông thường. Động cơ quay cánh quạt ngang làm nó chuyển động tương đối với không khí và làm phát sinh lực nâng khí động học làm trực thăng bay lên. Loại này có thể bay đứng một chỗ. Chuyển động ngang nhờ mặt phẳng cánh quạt ngang (cánh nâng) có thể nghiêng đi một góc nhỏ so với mặt phẳng nằm ngang tạo vector lực theo phương nằm ngang (helicopter).
      2. Cánh quạt nâng tự do: hay máy bay cánh quạt nâng tự do. Loại này có cánh quạt ngang tạo lực nâng nhưng nó tự do không nối với động cơ, mà động cơ để lai cánh quạt đứng để tạo chuyển động ngang. Khi có chuyển động ngang dòng khí chuyển động ngang làm quay cánh quạt ngang tự do và làm phát sinh lực nâng khí động học. Loại này không thể bay đứng một chỗ (tính chất của máy bay) nhưng có tính chất của trực thăng là có cánh quạt ngang để tạo lực nâng nên cần đường băng rất ngắn, vận tốc cần để bay lên rất thấp. Đây là loại đứng trung gian giữa trực thăng và máy bay. Loại này ra đời trước trực thăng trước đây cũng đã từng có thiết bị vận tải rất to loại này, nhưng nay chỉ có trong thể thao, giải trí ít có ứng dụng thương mại vì từ khi trực thăng ra đời nó bị trực thăng chèn ép. Loại này có ưu điểm là khi bị tai nạn trên không, khi thiết bị bay bị rơi cánh quạt nâng sẽ quay tự do và có tác dụng như một cái dù làm thiết bị tiếp đất chậm chạp an toàn. (Tiếng Anh: Autogyro, gyroplane, gyrocopter, rotaplane)

  2. Lực nâng bằng phản lực trực tiếp của động cơ: Loại này không có các cánh nâng cho lực nâng khí động học mà lực nâng do phản lực phụt trực tiếp từ động cơ: Đây là các loại tên lửa, hoả tiễn hoạt động nhờ động cơ phản lực. Trong loại này phân ra hai loại:
    1. Động cơ không sử dụng không khí của môi trường: Đây là các loại tên lửa có chất cháy (nhiên liệu) và chất duy trì sự cháy (chất chứa oxy) chứa sẵn trong động cơ, do đó loại này có thể bay vào vũ trụ. Đây là các loại tên lửa vũ trụ điển hình.
    2. Động cơ có sử dụng không khí của môi trường: để đốt trong động cơ cần oxy của môi trường. Loại này thì không thể bay ra ngoài vũ trụ được. Đây là các loại các đầu đạn hoả tiễn, rốc két, bom bay.